# Josef Clemens
Josef Clemens (Siegen, 20 giugno 1947) è un vescovo cattolico tedesco.

## Biografia
Nasce a Siegen in Germania e viene ordinato presbitero il 10 ottobre 1975 dal cardinale Hermann Volk per l'arcidiocesi di Paderborn.
Opera nella Curia romana presso la Congregazione per la dottrina della fede e per molti anni è il segretario personale del cardinale Joseph Ratzinger, futuro papa Benedetto XVI.
Nel 2003 per pochi mesi è sottosegretario della Congregazione per gli istituti di vita consacrata e le società di vita apostolica.
Il 25 novembre 2003 è nominato da papa Giovanni Paolo II segretario del Pontificio consiglio per i laici e contestualmente elevato a vescovo titolare di Segerme.
Riceve la consacrazione episcopale il 6 gennaio 2004 dal cardinale Joseph Ratzinger, co-consacranti gli arcivescovi Stanisław Ryłko (poi cardinale) e Hans-Josef Becker.
Cessa dall'incarico di segretario del Pontificio consiglio per i laici il 1º settembre 2016, quando per volontà di papa Francesco questo organismo viene abolito e confluisce nel Dicastero per i laici, la famiglia e la vita.
Il 14 novembre 2020 papa Francesco gli conferisce l'incarico di delegato apostolico dell'abbazia di Klosterneuburg, un monastero cattolico di canonici regolari agostiniani situato nella Bassa Austria, subito a nord Vienna, a seguito di abusi e irregolarità.

## Genealogia episcopale
La genealogia episcopale è:
- Cardinale Scipione Rebiba
- Cardinale Giulio Antonio Santori
- Cardinale Girolamo Bernerio, O.P.
- Arcivescovo Galeazzo Sanvitale
- Cardinale Ludovico Ludovisi
- Cardinale Luigi Caetani
- Cardinale Ulderico Carpegna
- Cardinale Paluzzo Paluzzi Altieri degli Albertoni
- Papa Benedetto XIII
- Papa Benedetto XIV
- Papa Clemente XIII
- Cardinale Bernardino Giraud
- Cardinale Alessandro Mattei
- Cardinale Pietro Francesco Galleffi
- Cardinale Giacomo Filippo Fransoni
- Cardinale Antonio Saverio De Luca
- Arcivescovo Gregor Leonhard Andreas von Scherr, O.S.B.
- Arcivescovo Friedrich von Schreiber
- Arcivescovo Franz Joseph von Stein
- Arcivescovo Joseph von Schork
- Vescovo Ferdinand von Schlör
- Arcivescovo Johann Jakob von Hauck
- Vescovo Ludwig Sebastian
- Cardinale Joseph Wendel
- Arcivescovo Josef Schneider
- Vescovo Josef Stangl
- Papa Benedetto XVI
- Vescovo Josef Clemens